# Demian Maia
Demian Augusto Maia Baptista (São Paulo, 6 de novembro de 1977) é um lutador de artes marciais mistas (MMA) brasileiro, especialista em jiu-jitsu, e luta atualmente no Ultimate Fighting Championship.
No dia 14 de maio de 2016, com a vitória no UFC 198 (sua décima sétima na categoria), Maia se tornou o brasileiro com o maior número de triunfos na organização. Em 35 lutas, nunca foi finalizado.

## Iniciação às artes marciais
Demian Maia começou a treinar Judô ainda criança. Na adolescência, ele também estudou kung fu e karatê, iniciando no jiu-jitsu aos 19 anos. Posteriormente ingressou na faculdade e, paralelamente à faculdade de jornalismo (Faculdade de Comunicação Social Cásper Líbero), Demian dedicou-se intensamente ao jiu-jitsu, chegando a treinar duas a três vezes ao dia. Formou-se em jornalismo em 2001, ganhando a faixa preta de jiu-jitsu em dezembro do mesmo ano.

## Carreira no jiu-jitsu
Ele é atualmente faixa preta em quarto grau em jiu-jitsu brasileiro. Ganhou vários grandes torneios, sendo cinco vezes campeão mundial de jiu-jitsu. Foi campeão em Abu Dhabi (ADCC Submission Wrestling World Championship 2007), na divisão 77 kg - 87 kg de peso, derrotando Yushin Okami, Rafael Lovato, e Tarsis Humphres e Flavio Almeida. Ele também ganhou o Super Challenge 2007 até 83 kg, derrotando Vitelmo Kubis Bandeira com um mata-leão, e Gustavo Machado por decisão dos juízes, antes de derrotar Fabio Negão com uma guilhotina na final.

## Carreira no MMA
Em 2001, Maia fez a sua estréia no MMA vencendo Raul Rosa em Caracas na Venezuela, mesmo com a vitória Maia não se identificou com o esporte e deixou o MMA de lado por 4 anos. Em 03 dezembro de 2005, Maia fez sua reestreia no MMA contra Lukas Chlewicki no The Cage - Volume 4, em Helsinki, Finlândia. Em apenas 4:22, Maia finalizou Chlewicki com um armlock. Após quase um ano, voltou a competir no Super Challenge 1, conquistando três vitórias em uma noite para ser coroado o campeão da Super Challenge 2007 na divisão dos Médios. Em 2007, ele competiu no GFC - Evolution contra Ryan Stout. Logo no início do primeiro round, Stout sofreu uma lesão no ombro após Maia passar a guarda durante a luta no chao.

### Ultimate Fighting Championship
O UFC anunciou que tinha assinado um contrato de Maia em 7 de agosto de 2007. Ele inicialmente teve uma luta casada contra o veterano Marvin Eastman, mas Eastman teve que se retirar devido a cirurgia do olho. Ryan Jensen, foi nomeado como seu substituto. A luta aconteceu no card preliminar em 20 de outubro no UFC 77: Território Hostil em Cincinnati, Ohio. Maia venceu por um mata-leão no primeiro round e foi premiado com o prêmio de "Finalização da Noite", que lhe rendeu 40 mil dólares.
Maia lutou contra Ed Herman, no UFC 83: Serra vs St Pierre 2 , em Montreal, Quebec, Canadá em 19 de abril de 2008. Maia finalizou Herman com um triângulo em 2:27 do segundo round. Ele ganhou novamente o prêmio de "Finalização da Noite", que lhe rendeu 75 mil dólares.
A terceira luta de Maia foi no UFC 87: Seek & Destroy, onde ele enfrentou o canadense Jason MacDonald. Ambos os lutadores entraram no octógono vindo de um prêmio de "Finalização da Noite". Mostrando um Jiu-Jitsu extremamente superior Maia finalizou MacDonald com um mata-leão aos 2:44 do terceiro round, e ganhou 60 mil dólares por mais um prêmio de "Finalização da Noite". Com este prêmio, ele se tornou o primeiro lutador do UFC a ganhar três prêmios consecutivos.
Maia venceu Nate Quarry no UFC 91: Couture vs Lesnar por um mata-leão no primeiro round. Após a luta, Maia manifestou interesse na luta contra Michael Bisping.
Em vez disso, Maia deveria enfrentar Chael Sonnen em Londres, Inglaterra no UFC 95 em 21 de fevereiro. Sonnen lançou Maia sobre a sua cabeça com uma queda lateral, tendo Sonnen no chão, Maia conseguiu raspar e montar imediatamente. Maia, em seguida, mostrou muita técnica transferindo uma montada para um triângulo de Perna brilhante fazendo Sonnen apagar por alguns segundos, obrigando o árbitro interromper a luta aos 2:37 do primeiro round. A finalização fez Maia ganhar o seu quarto prêmio de "Finalização da Noite" em cinco lutas no UFC.
O próximo adversário de Maia foi Nate Marquardt no UFC 102: Couture vs Nogueira em 29 de agosto. A luta marcou o confronto do espetacular Jiu-Jitsu de Maia contra as mãos pesadíssimas de Marquardt. Maia foi nocauteado em 21 segundo de luta, resultando na sua primeira derrota no MMA.
Maia enfrentou Dan Miller em 6 de fevereiro de 2010 no UFC 109: Relentless e ganhou a luta por decisão unânime. Durante a luta Maia não levou a luta para o chão e mostrou uma forte evolução em seu jogo em pé.

### Luta pelo título
O UFC 112 estava marcado para que o Campeão dos Médios do UFC, Anderson Silva, enfrentasse Vitor Belfort, porém Belfort sofreu uma Lesão no ombro e teve que se retirar, Sonnen que é o desafiante número 1 a cinturão, também não pode lutar devido os médicos da Comissão Atlética afirmar que Sonnen só poderia lutar após 4 meses, Marquart que foi derrotado por Sonnen no UFC 109 em 6 de fevereiro seria a terceira opção, porém, ele sofreu uma lesão após a luta. Maia que era a quarta opção se tornou o desafiante principal do cinturão contra Anderson Silva no UFC 112 que foi o primeiro UFC a ser realizado ao ar livre em Abu Dhabi, Emirados Árabes Unidos.
Antes da luta Maia afirmou que era uma honra enfrentar o melhor pound-for-pound do mundo, porém estava determinado a vencer, Dana White presidente do UFC afirmou que a luta era perfeita para vermos o melhor faixa preta do MMA mundial contra o melhor pound-for-pound do mundo. No evento, quando o árbitro chama os dois lutadores para dar as instruções da luta, Anderson se ajoelhou e cumprimentou Maia. Na luta Anderson dominou o primeiro round evitando duas quedas, Anderson porém no final do round fez provocações a Maia. No segundo round, Anderson fez várias provocações, e firulas antes de aplicar seus golpes. No terceiro round Maia manteve seu jogo de usar seu boxe para achar a distância para tentar as quedas, Anderson por sua vez continuou a provocar e chamar Maia para luta, e chegou até a xingar Maia por diversas vezes, no final do round Anderson ainda quebrou o nariz de Maia. O quarto round mostrou que Maia estava partindo para o tudo ou nada, Anderson continuou a provocar e começou a fugir da luta, os fãs presentes começaram a vaiar Anderson e começaram a gritar "G..S..P..,G..S..P.." apelido de Georges St. Pierre um dos lutadores que todos querem que Anderson enfrente no UFC. No quinto e ultimo round, Maia embalado pela torcida que começou a gritar seu nome partiu com tudo, tentou quedas, acertou alguns socos em Anderson e tentou forçar alguns clinchs procurando as quedas, porém Anderson fugia da luta, o árbitro Dan Miragliotta chegou a parar a luta após Anderson se esconder atras dele, Miragliotta falou com Anderson que iria dar como desistência suas atitudes. Após o final da luta, Anderson venceu por decisão unânime, Anderson entrevistado por Joe Rogan afirmou que aquele não era ele e Maia não merecia aquilo, e novamente se ajoelhou e cumprimentou Maia. Após a luta Maia disse que estava triste pelas ofensas de Anderson durante a luta.
Na coletiva de imprensa, Anderson mudou o discurso, e disse que Maia tinha o desrespeitado e que fez o que tinha que fazer, que era "... dar porrada no Demian.". Após isso Maia afirmou que respeita Anderson como grande lutador, porém não o respeita mais como pessoa.
Anderson foi criticado pelo seu desempenho, Dana White disse que estava mais envergonhado, ele jamais esteve desde que se tornou presidente do UFC. Além disso, no meio do quarto round, White ficou tão irritado que se recusou a colocar cinturão em torno da cintura Silva pessoalmente, pela primeira vez.

### Pós luta pelo título
Maia recentemente havia firmado uma luta contra Alan Belcher em 15 de setembro de 2010, no UFC Fight Night 22, porém devido a uma lesão no olho Belcher teve que se retirar. Segundo Maia, seu novo adversário é o também brasileiro Mario Miranda, os dois se enfrentaram no dia 28 de Agosto em Boston no UFC 118, Maia mostrou que superou completamente a derrota para Anderson, mostrando boa evolução no boxe e uma melhora discreta no Muay Thai, Maia deu poucas chances para Miranda durante a luta em pé, e na luta no chão Maia mostrou todo seu talento e por várias vezes este perto de encaixar uma finalização. Maia venceu por decisão unânime (30-27, 30-27, 30-27).
Maia voltou a lutar em 4 de Dezembro no The Ultimate Fighter: Team GSP vs. Team Koscheck Finale contra o americano e vencedor do The Ultimate Fighter Kendall Grove. Maia dominou completamente o primeiro round, conseguindo várias quedas, chegando a montar em Kendall Grove e por pouco não conseguiu a finalização. Demian continuou imprimindo um ritmo forte e abusou dos single legs controlando completamente a luta no chão e terminando o round nas costas do americano de quase dois metros, de onde desferiu vários golpes. No terceiro round, as quedas de Demian não foram tão efetivas e o brasileiro procurou administrar a superioridade obtida nos primeiros rounds. Kendall levou ligeira vantagem na terceira etapa, mas não foi suficiente para mudar o curso da luta. Maia venceu por decisão unânime (29-28, 29-28, 29-28).
No dia 11 de Junho de 2011, contra um dos principais lutadores da divisão e também parceiro de treino de Anderson Silva, Mark Munãooz, Maia foi vencido no UFC 131 em Vancouver, Canadá, com decisão unanime dos juízes (29-28, 29-28, 30-27).
Em 8 de Outubro de 2011, no UFC 136 Maia voltou a vencer, derrotando o também brasileiro Jorge Santiago, com decisão unânime (30–27, 30–27, 30–27).
Maia era esperado para enfrentar Michael Bisping em 28 de Janeiro de 2012 no UFC on Fox: Evans vs. Davis. Porém, Bisping substituiu o lesionado Mark Munãooz que esfrentaria Chael Sonnen no mesmo card. Maia então enfrentou o invicto Chris Weidman e perdeu por decisão unânime.

### Descida para os meio-médios
Maia fez sua estréia na categoria dos meio-médios em 7 de julho de 2012, no UFC 148 contra o sul-coreano Dong Hyun Kim. A luta foi interrompida por Mario Yamasaki com apenas 47 segundos de luta após Maia derrubar Kim e finalizá-lo com socos, o comentarista do UFC Joe Rogan disse que Kim havia quebrado sua costela, mas depois foi anunciado que ele havia sofrido um grande espasmo muscular.
Maia fez sua segunda luta na categoria em 13 de outubro de 2012 no UFC 153, no Rio de Janeiro. Seu adversário foi o norte-americano Rick Story, e Maia o finalizou em apenas 2:30 de luta.
Seu próximo adversário foi o ex-desafiante da categoria dos meio-médios Jon Fitch, em 2 de fevereiro de 2013 no UFC 156, Maia dominou a luta nos três rounds e conseguiu uma fácil vitória por decisão unânime.
Maia enfrentaria outro ex-desafiante ao Cinturão Meio-Médio do UFC, o norte-americano Josh Koscheck em 3 de agosto de 2013 no UFC 163, no Rio de Janeiro. Porém, uma lesão tirou Koscheck do evento, e Maia foi retirado do card.
Em seguida, Demian perdeu por decisão dividida para o americano Jake Shields em 9 deoutubro de 2013 no UFC Fight Night: Maia vs. Shields.
Em 22 de fevereiro de 2014, no UFC 170, Maia enfrentou o canadense Rory MacDonald. Maia perdeu por decisão unânime. A luta foi considerada a Luta da Noite. Foi a primeira vez que Maia perdeu duas vezes consecutivamente.
Posteriormente, Maia iria enfrentar Mike Pierce em 31 de maio de 2014 no UFC Fight Night: Miocic vs. Maldonado. Porém, uma lesão tirou Pierce do evento e ele foi substituído por Alexander Yakovlev. Demian venceu por decisão unânime.
O brasileiro era esperado para enfrentar Mike Pyle no UFC Fight Night: Henderson vs. dos Anjos, porém sofreu uma lesão e foi retirado do card.
Demian enfrentou até então invicto Ryan LaFlare em 21 de março de 2015 no UFC Fight Night: Maia vs. LaFlare. Maia o venceu por decisão unânime, dando a seu a adversário a primeira derrota na carreira.
Maia enfrentou Neil Magny em 1 de agosto de 2015 no UFC 190. Ele venceu a luta por finalização com um mata-leão.
Demian enfrentou Gunnar Nelson em 12 de dezembro de 2015 no UFC 194. Demonstrando superioridade na luta de solo, Demian venceu o combate por decisão unânime, com dois dos três jurados pontuando a luta como 30-25.
Maia foi escalado para enfrentar o estadunidense Matt Brown em 14 de maio de 2016 no UFC 198. Ele dominou o adversário do começo ao fim, vencendo no terceiro round após encaixar um mata-leão.
Em em 27 de agosto de 2016, Maia enfrentou o ex-desafiante ao título dos meio-médios, Carlos Condit, no UFC on Fox: Maia vs. Condit. Maia venceu o adversário rapidamente, aos 1:52 do primeiro round, encaixando um mata-leão. 
No UFC 211, em 13 de maio de 2017, Maia enfrentou Jorge Masvidal. Maia venceu por decisão dividida.
O presidente do UFC Dana White disse que Maia ganhou o direito de disputar o cinturão: "Ele conseguiu! O que acontece é que existem muitos caras por aí que ficam falando demais. Caras como Luke Rockhold... Esse cara foi nocauteado por Michael Bisping e quer falar de cinturão? Volte ao jogo, entre no octógono e lute para pedir alguma coisa. Foi isso o que Demian Maia fez. Ele lutou, venceu e mereceu essa chance. Ele mereceu essa chance." 
Maia teve sua chance de disputar pelo cinturão no UFC 214: Cormier vs. Jones II ocorrido no dia 29 de julho de 2017. Maia perdeu de Tyron Woodley por decisão unânime.

## Vida pessoal
De ascendência russa, Maia afirma que o membro do Hall da Fama do UFC Royce Gracie foi inspiração para começar sua carreira no MMA, mas diz que o irmão de Royce, Rickson Gracie é seu herói principal. Maia fala português, espanhol e inglês. 

## Titulos
- Torneio Super Challenge:83 Kg

UFC
- Vencedor da Finalização da Noite (4 vezes) – Recorde do UFC
- Luta da Noite (duas vezes)
- Performance da Noite (duas vezes)

FIGHT! Magazine
- Novato do Ano (2008)[19]

## Cartel no MMA
| Cartel no MMA   |             |             |
| 39 lutas        | 28 vitórias | 11 derrotas |
| Por nocaute     | 3           | 2           |
| Por finalização | 14          | 0           |
| Por decisão     | 11          | 9           |

| Res.    | Cartel | Oponente               | Método                                  | Evento                                  | Data       | Round | Tempo | Local                         | Notas                                         |
| ------- | ------ | ---------------------- | --------------------------------------- | --------------------------------------- | ---------- | ----- | ----- | ----------------------------- | --------------------------------------------- |
| Derrota | 28-11  | Belal Muhammad         | Decisão (unânime)                       | UFC 263: Adesanya vs. Vettori 2         | 12/06/2021 | 3     | 5:00  | Glendale, Arizona             |                                               |
| Derrota | 28-10  | Gilbert Burns          | Nocaute Técnico (socos)                 | UFC Fight Night: Lee vs. Oliveira       | 14/03/2020 | 1     | 2:34  | Brasília                      |                                               |
| Vitória | 28-9   | Ben Askren             | Finalização Técnica (mata leão)         | UFC Fight Night: Maia vs. Askren        | 26/10/2019 | 3     | 3:54  | Kallang                       | Luta da Noite; Finalização do Ano (2019).     |
| Vitória | 27-9   | Anthony Rocco Martin   | Decisão (majoritária)                   | UFC on ESPN: Ngannou vs. dos Santos     | 29/06/2019 | 3     | 5:00  | Minneapolis, Minnesota        |                                               |
| Vitória | 26-9   | Lyman Good             | Finalização (mata leão em pé)           | UFC Fight Night: Assunção vs. Moraes II | 02/02/2019 | 1     | 2:38  | Fortaleza                     |                                               |
| Derrota | 25-9   | Kamaru Usman           | Decisão (unânime)                       | UFC Fight Night: Maia vs. Usman         | 19/05/2018 | 5     | 5:00  | Santiago                      |                                               |
| Derrota | 25-8   | Colby Covington        | Decisão (unânime)                       | UFC Fight Night: Brunson vs. Machida    | 28/10/2017 | 3     | 5:00  | São Paulo                     |                                               |
| Derrota | 25-7   | Tyron Woodley          | Decisão (unânime)                       | UFC 214: Cormier vs. Jones II           | 29/07/2017 | 5     | 5:00  | Anaheim, California           | Pelo Cinturão Meio Médio do UFC.              |
| Vitória | 25-6   | Jorge Masvidal         | Decisão (dividida)                      | UFC 211: Miocic vs. Dos Santos II       | 13/05/2017 | 3     | 5:00  | Dallas, Texas                 |                                               |
| Vitória | 24-6   | Carlos Condit          | Finalização (mata leão)                 | UFC on Fox: Maia vs. Condit             | 27/08/2016 | 1     | 1:52  | Vancouver, Colúmbia Britânica | Performance da Noite.                         |
| Vitória | 23-6   | Matt Brown             | Finalização (mata leão)                 | UFC 198: Werdum vs. Miocic              | 14/05/2016 | 3     | 4:41  | Curitiba                      |                                               |
| Vitória | 22-6   | Gunnar Nelson          | Decisão (unânime)                       | UFC 194: Aldo vs. McGregor              | 12/12/2015 | 3     | 5:00  | Las Vegas, Nevada             |                                               |
| Vitória | 21-6   | Neil Magny             | Finalização (mata leão)                 | UFC 190: Rousey vs. Correia             | 01/08/2015 | 2     | 2:52  | Rio de Janeiro                | Performance da Noite.                         |
| Vítoria | 20-6   | Ryan LaFlare           | Decisão (unânime)                       | UFC Fight Night: Maia vs. LaFlare       | 21/03/2015 | 5     | 5:00  | Rio de Janeiro                |                                               |
| Vitória | 19-6   | Alexander Yakovlev     | Decisão (unânime)                       | UFC Fight Night: Miocic vs. Maldonado   | 31/05/2014 | 3     | 5:00  | São Paulo                     |                                               |
| Derrota | 18-6   | Rory MacDonald         | Decisão (unânime)                       | UFC 170: Rousey vs. McMann              | 22/02/2014 | 3     | 5:00  | Las Vegas, Nevada             | Luta da Noite.                                |
| Derrota | 18-5   | Jake Shields           | Decisão (dividida)                      | UFC Fight Night: Maia vs. Shields       | 09/10/2013 | 5     | 5:00  | Barueri                       |                                               |
| Vitoria | 18-4   | Jon Fitch              | Decisão (unânime)                       | UFC 156: Aldo vs. Edgar                 | 02/02/2013 | 3     | 5:00  | Las Vegas, Nevada             |                                               |
| Vitoria | 17-4   | Rick Story             | Finalização (mata-leão)                 | UFC 153: Silva vs. Bonnar               | 13/10/2012 | 1     | 2:30  | Rio de Janeiro                |                                               |
| Vitoria | 16-4   | Dong Hyun Kim          | Nocaute Técnico (lesão)                 | UFC 148: Silva vs. Sonnen II            | 07/07/2012 | 1     | 0:47  | Las Vegas, Nevada             | Estréia nos Meio Médios                       |
| Derrota | 15-4   | Chris Weidman          | Decisão (unânime)                       | UFC on Fox: Evans vs. Davis             | 28/01/2012 | 3     | 5:00  | Chicago, Illinois             |                                               |
| Vitoria | 15-3   | Jorge Santiago         | Decisão (unânime)                       | UFC 136: Edgar vs. Maynard III          | 08/10/2011 | 3     | 5:00  | Houston, Texas                |                                               |
| Derrota | 14-3   | Mark Muñoz             | Decisão (unânime)                       | UFC 131: Dos Santos vs. Carwin          | 11/06/2011 | 3     | 5:00  | Vancouver, British Columbia   |                                               |
| Vitória | 14-2   | Kendall Grove          | Decisão (unânime)                       | The Ultimate Fighter 12 Finale          | 04/12/2010 | 3     | 5:00  | Las Vegas, Nevada             |                                               |
| Vitória | 13-2   | Mário Miranda          | Decisão (unânime)                       | UFC 118: Edgar vs. Penn 2               | 28/08/2010 | 3     | 5:00  | Boston, Massachusetts         |                                               |
| Derrota | 12-2   | Anderson Silva         | Decisão (unânime)                       | UFC 112: Invincible                     | 10/04/2010 | 5     | 5:00  | Abu Dhabi                     | Pelo Cinturão Peso Médio do UFC.              |
| Vitória | 12-1   | Dan Miller             | Decisão (unânime)                       | UFC 109: Relentless                     | 06/02/2010 | 3     | 5:00  | Las Vegas, Nevada             |                                               |
| Derrota | 11-1   | Nate Marquardt         | Nocaute (soco)                          | UFC 102: Couture vs. Nogueira           | 29/08/2009 | 1     | 0:21  | Portland, Oregon              |                                               |
| Vitória | 11-0   | Chael Sonnen           | Finalização (triângulo)                 | UFC 95: Sanchez vs. Stevenson           | 21/02/2009 | 1     | 2:37  | Londres                       | Finalização da Noite.                         |
| Vitória | 10-0   | Nate Quarry            | Finalização (mata leão)                 | UFC 91: Couture vs Lesnar               | 15/11/2008 | 1     | 2:13  | Las Vegas, Nevada             |                                               |
| Vitória | 9-0    | Jason MacDonald        | Finalização (mata leão)                 | UFC 87: Seek and Destroy                | 09/08/2008 | 3     | 2:44  | Minneapolis, Minnesota        | Finalização da Noite.                         |
| Vitória | 8-0    | Ed Herman              | Finalização Técnica (triângulo montado) | UFC 83: Serra vs. Pierre 2              | 19/04/2008 | 2     | 2:27  | Montreal, Quebec              | Finalização da Noite.                         |
| Vitória | 7-0    | Ryan Jensen            | Finalização (mata leão)                 | UFC 77: Hostile Territory               | 20/10/2007 | 1     | 2:40  | Cincinnati, Ohio              | Estréia no UFC; Finalização da Noite.         |
| Vitória | 6-0    | Ryan Stout             | Nocaute Técnico (lesão no ombro)        | GFC: Evolution                          | 20/05/2007 | 1     | 1:54  | Columbus, Ohio                |                                               |
| Vitória | 5-0    | Fabio Negão            | Finalização (guilhotina)                | Super Challenge 1                       | 07/10/2006 | 1     | 0:35  | Barueri                       | Venceu o torneio do Super Challenge até 83 kg |
| Vitória | 4-0    | Gustavo Machado        | Decisão (unânime)                       | Super Challenge 1                       | 07/10/2006 | 2     | 5:00  | Barueri                       |                                               |
| Vitória | 3-0    | Vitelmo Kubis Bandeira | Finalização (mata leão)                 | Super Challenge 1                       | 07/10/2006 | 1     | 3:30  | Barueri                       |                                               |
| Vitória | 2-0    | Łukasz Chlewicki       | Finalização (chave de braço)            | The Cage Vol. 4: Redemption             | 03/12/2005 | 1     | 4:22  | Helsinque                     |                                               |
| Vitória | 1-0    | Raul Sosa              | Nocaute Técnico (socos)                 | Tormenta En El Ring                     | 21/09/2001 | 1     | 0:48  | Caracas                       |                                               |